# Ката (шотокан-карате)
Още с основаването на шотокан Гичин Фунакоши налага система от кати. Доразвити от неговите ученици и последователи, днес те представляват общоприет „стандарт“ за трениращите шотокан по целия свят.
Списък с шотокан-кати:
Група Хеян – начални кати – за начинаещи
- Хеян шодан (Heian shodan)
- Хеян Нидан (Heian nidan)
- Хеян сандан (Heian sandan)
- Хеян йодан (Heian yondan)
- Хеян годан (Heian godan)

Група Текки – за средно напреднали
- Текки шодан (Tekki shodan)
- Текки нидан (Tekki nidan)
- Текки сандан (Tekki sandan)

Група Басай – за напреднали – сложни кати изискващи много сила и техника, обобщаващи всички базови техники
- Басай дай (Bassai dai)
- Басай шо (Bassai sho)

Група Канку – предмайсторски
- Канку дай (Kanku dai)
- Канку шо (Kanku sho)

Група Годжушихо
- Годжушихо дай (Gojushiho dai)
- Годжушихо шо (Gojushiho sho)
- Джиин (Ji'in)
- Джион (Jion)
- Джитте (Jitte)
- Ниджушихо (Nijushiho)
- Хангецу (Hangetsu)
- Чинте (Chinte)
- Енпи (Enpi/Empi)
- Ганкаку (Gankaku)
- Меикьо (Meikyo)
- Сочин (Sochin)
- Унсу (Unsu)
- Уанкан (Wankan)
- Тайкиоку шодан (Taikyoku shodan)